# 2014年ソチオリンピックのベラルーシ選手団
2014年ソチオリンピックのベラルーシ選手団（2014ねんソチオリンピックのベラルーシせんしゅだん）は、2014年2月7日から23日までロシアのソチで開催されたソチオリンピックベラルーシ選手団の名簿。

## 選手団
- 人員: 選手 26人
- 開会式旗手: アレクシー・グリシン

## メダル獲得者
| メダル   | 名前                   | 競技                 | 種目               | 日付（現地） |
| -------- | ---------------------- | -------------------- | ------------------ | ------------ |
| 金メダル | ダリア・ドムラチェワ   | バイアスロン         | 女子10kmパシュート | 2/11         |
| 金メダル | ダリア・ドムラチェワ   | バイアスロン         | 女子15km個人       | 2/14         |
| 金メダル | アラ・ツーペル         | フリースタイルスキー | 女子エアリアル     | 2/14         |
| 金メダル | ダリア・ドムラチェワ   | バイアスロン         | 女子12.5km個人     | 2/17         |
| 金メダル | アントン・クシュニール | フリースタイルスキー | 男子エアリアル     | 2/17         |
| 銅メダル | ナデジダ・スカルディノ | バイアスロン         | 女子15km個人       | 2/14         |

## アルペンスキー
- ユーリ・ダニロッチキン(de)

男子滑降 (31位、2:10.58)
男子大回転 (途中棄権)
男子回転 (途中棄権)
男子スーパー大回転 (37位、1:22.45)
- マリア・シュカノワ(en)

女子大回転 (44位、2:50.58)
女子回転 (29位、1:57.23)
女子スーパー大回転 (途中棄権)

## バイアスロン
- エフゲニー・アブラメンカ(en)

男子10kmスプリント (56位、26:55.0)
男子12.5kmパシュート (51位、39:11.5)
男子20km個人 (53位、55:38.8)
- ウラジーミル・チャペリン(be)

男子10kmスプリント (29位、25:49.7)
男子12.5kmパシュート (41位、36:57.2)
男子20km個人 (49位、54:59.2)
- ユリー・リャドフ(de)

男子10kmスプリント (57位、26:55.1)
男子12.5kmパシュート (56位、39:46.2)
- シャルゲイ・ノヴィカウ(en)

男子10kmスプリント (33位、26:00.8)
男子12.5kmパシュート (50位、38:59.5)
男子20km個人 (54位、55:41.7)
- アリャクサンドル・ダロジカ(de)

男子20km個人 (80位、58:27.7)
- ダリア・ドムラチェワ

女子7.5kmスプリント (9位、21:38.6)
女子10kmパシュート (1位、29:30.7)  金メダル
女子12.5km個人 (1位、35:25.6)  金メダル
女子15km個人 (1位、43:19.6)  金メダル
- ナスタシア・ドゥバレザワ(en)

女子7.5kmスプリント (34位、22:29.7)
女子10kmパシュート (56位、41:01.8)
- リュドミラ・カリンチク(en)

女子7.5kmスプリント (37位、22:37.8)
女子10kmパシュート (33位、32:54.9)
女子15km個人 (25位、48:06.2)
- ナゼヤ・ピサラワ(en)

女子15km個人 (35位、48:55.4)
- ナデジダ・スカルディノ(en)

女子7.5kmスプリント (17位、21:50.9)
女子10kmパシュート (13位、30:43.7)
女子12.5km個人 (16位、37:08.0)
女子15km個人 (3位、44:57.8)  銅メダル
- 男子30kmリレー (13位、1:16:02.3)

シャルゲイ・ノヴィカウ、ウラジーミル・チャペリン、ユリー・リャドフ、エフゲニー・アブラメンカ
- 女子24kmリレー (5位、1:11:33.4)

リュドミラ・カリンチク、ナデジダ・スカルディノ、ナゼヤ・ピサラワ、ダリア・ドムラチェワ
- 混合リレー (11位、1:13:11.8)

リュドミラ・カリンチク、ナスタシア・ドゥバレザワ、ウラジーミル・チャペリン、エフゲニー・アブラメンカ

## クロスカントリースキー
- シャルゲイ・ドリドヴィッチ(en)

男子15kmクラシカル (53位、42:55.4)
男子スキーアスロン (34位、1:11:28.1)
男子50kmフリー (5位、1:47:09.5)
- アリャクサンドル・ラストキン

男子15kmクラシカル (49位、42:45.1)
男子スキーアスロン (55位、1:14:39.4)
- ミハイル・セメノフ

男子15kmクラシカル (59位、43:36.0)
男子スキーアスロン (24位、1:10:13.3)
男子50kmフリー (17位、1:47:36.0)
男子スプリント (予選敗退、48位、3:42.93)
- アリャクセイ・イワノウ

男子50kmフリー (46位、1:52:52.9)
- アリョーナ・サンニコワ(en)

女子10kmクラシカル (43位、31:42.2)
女子スキーアスロン (53位、44:09.7)
女子30kmフリー (1:18:46.3)
- ヴァリャンツィナ・カミンスカヤ

女子スプリント (予選敗退、47位、2:46.76)
- 男子40kmリレー (14位、1:34:40.1)

ミハイル・セメノフ、アリャクサンドル・ラストキン、アリャクセイ・イワノウ、シャルゲイ・ドリドヴィッチ

## フリースタイルスキー
- ドミトリー・ダシンスキー(en)

男子エアリアル (8位、100.45)
- アレクシー・グリシン(en)

男子エアリアル (予選敗退、9位、88.94)
- アントン・クシュニール(en)

男子エアリアル (1位、134.50)  金メダル
- デニス・オシパウ

男子エアリアル (9位、99.36)
- ハンナ・フスコワ

女子エアリアル (予選敗退、15位、52.60)
- アラ・ツーペル(en)

女子エアリアル (1位、98.01)  金メダル

## ショートトラックスピードスケート
- マキシム・セルゲエウ

男子1500m (予選敗退、5着、2:19.505)
- ヴォリハ・タラエワ

女子1500m (予選敗退、6着、2:27.817)